# 독성도
독성도(毒性度, toxicity) 또는 독성은 환경요인의 변화에 기인하는 악영향도, 상태 또는 그 정도를 말한다.
독성은 화학 물질 또는 물질의 특정 혼합물이 유기체에 손상을 줄 수 있는 정도이다. 독성은 동물, 박테리아 또는 식물과 같은 전체 유기체에 대한 영향뿐만 아니라 세포(세포 독성) 또는 간과 같은 기관(간독성)과 같은 유기체의 하위 구조에 대한 영향을 나타낼 수 있다. 더 나아가 이 단어는 은유적으로 가족 단위나 사회 전체와 같은 더 크고 복잡한 그룹에 대한 독성 영향을 설명하는 데 사용될 수 있다. 때때로 그 단어는 일상적인 사용에서 중독과 어느 정도 동의어이다.
독성학의 핵심 개념은 독성 물질의 효과가 용량 의존적이라는 것이다. 심지어 물도 너무 많은 양을 섭취하면 물 중독으로 이어질 수 있는 반면, 뱀 독과 같은 매우 독성이 강한 물질의 경우에도 독성 효과가 감지되지 않는 용량이 있다. 독성은 종마다 다르기 때문에 종간 분석이 문제가 된다. 새로운 패러다임과 지표는 동물 실험을 우회하는 동시에 독성 종말점의 개념을 유지하도록 진화하고 있다.

## 같이 보기
- 생물학적 활성
- 생물전
- 발암물질
- 돌연변이원
- 간독성
- 이독성
- 파라켈수스
- 독
- RTECS
- 토양 오염
- 독소